# Астеропа (звезда)
Астеропа (англ. Asterope, или Стеропа) — спектроскопически двойная звезда (21 Тельца и 22 Тельца) в скоплении Плеяд в созвездии Тельца.
Астеропа состоит из двух звёзд: 21 Тельца и 22 Тельца. Одно название для двух звёзд возникло во времена, когда технические возможности для наблюдений были значительно хуже, чем сейчас, и невозможно было различить, что в данной области небесной сферы расположены 2 звезды. Расстояние между звёздами составляет 0,04°.

## Физические характеристики
Звезды удалены от Земли приблизительно на 440 световых лет. 21 Тельца — бело-голубой карлик спектрального класса B с видимой звёздной величиной +5,76. 22 Тельца относится к белым звёздам главной последовательности с видимой звёздной величиной +6,4.

## Происхождение названия
Стеропа — в греческой мифологии, одна из плеяд. Возлюбленная Ареса, родившая ему сына Эномая (по другим данным — супруга Эномая, мать Гипподамии).